# Volkwin Müller

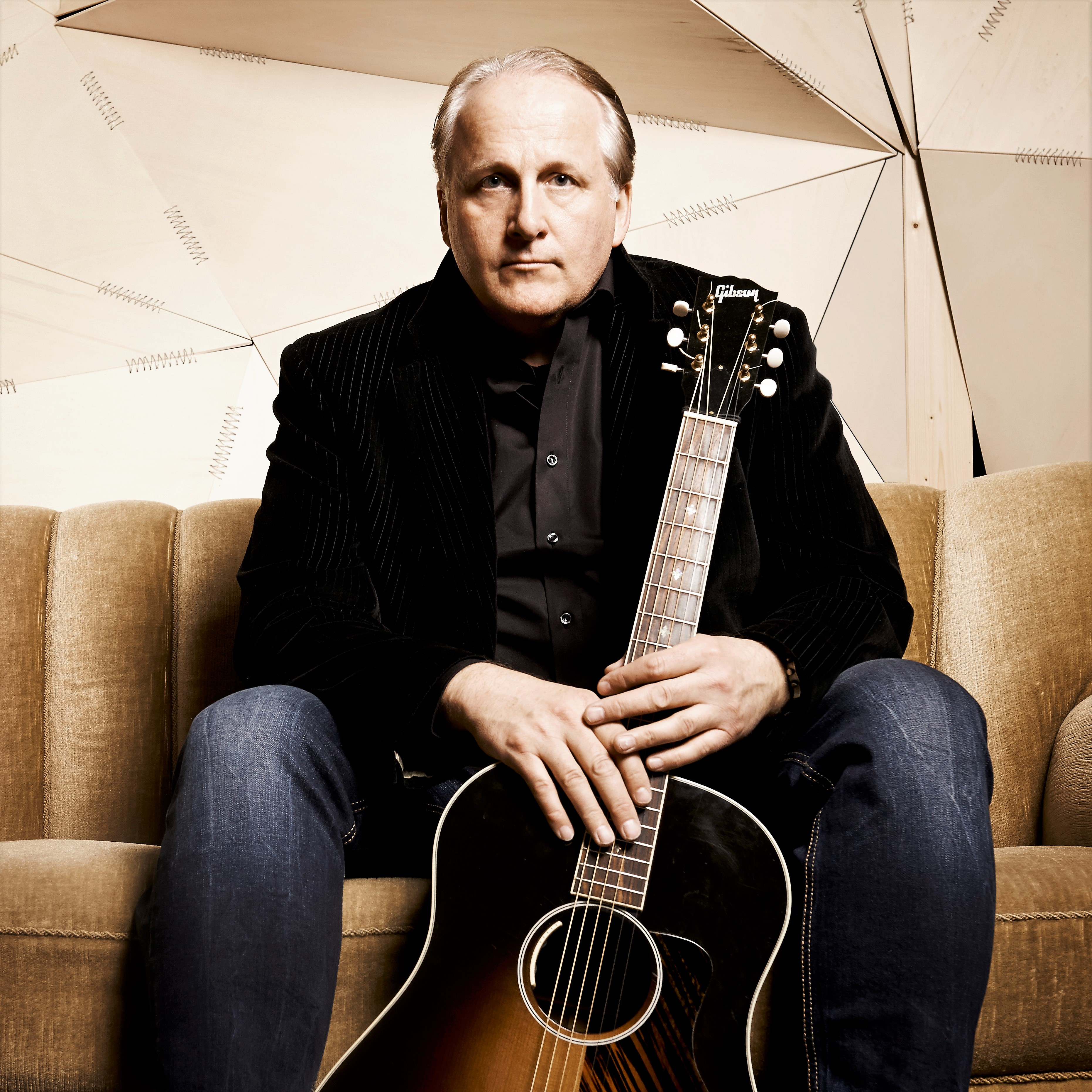
Volkwin Müller (2016)

Volkwin Müller (* 27. November 1965 in Detmold) ist ein deutscher Rock/Folk-Liedermacher. Er spielt Akustik-Gitarre, Bass, Keyboard und singt. Er ist in Schieder-Schwalenberg aufgewachsen und lebt in Detmold.

## Musikalische Entwicklung
Volkwin Müller hat Alben in den Genres Rock, Folk und Jazz-Pop veröffentlicht. Eine wesentliche Inspiration für seine Texte als Liedermacher war ein Artikel über Bruce Springsteen in Newsweek im Jahr 1987: Myths Keep Us Strangers. Er gab Konzerte in Deutschland, der Schweiz und Frankreich in Hallen mit bis zu 1000 Zuschauern, im Juni 2011 auch in Frankreich bei der Fête de la Musique.
Für sein Album „Signale“ hat Klaus Voormann 2005 das Cover in Anlehnung an sein Beatles-Cover für „Revolver“ gestaltet. Das Cover ist auch als limitierter Sonderdruck in einer Auflage von 50 Exemplaren signiert von Klaus Voormann erschienen.
2007 rief er das erste Blomberger Songfestival unter dem Motto „The Beatles in Lippe“ ins Leben. Seitdem findet das inzwischen zweitägige Songfestival jährlich im Blomberger Kulturhaus „Alte Meierei“ statt.
2012 erschien sein Album „Strawberry Songs“ mit Interpretationen von John-Lennon-Klassikern. Gäste auf diesem Album sind u. a. Purple Schulz, Klaus Weiland, Uli Bögershausen, George Kochbeck und der englische Singer/Songwriter Julian Dawson. Das Artwork dieser CD stammt erneut vom Lennon-Freund Klaus Voormann.
Seit 2013 deutschlandweite Aufführungen von „Lennons letzte Jahre“, Konzert & Lesung, gemeinsam mit dem Hamburger Schauspieler und Autor Achim Amme.
Seine Songs erscheinen auf seinem eigenen Plattenlabel Volkwino Music.
Er arbeitete auf seinem 2016 erschienenen Album „Mit anderen Augen“ u. a. mit dem britischen Musiker Julian Dawson zusammen.
Sein Lied „Solidarität“ von seinem Album „Mit anderen Augen (2016)“ wurde von einem Besuch bei Lech Wałęsa inspiriert.
Sein 2020 erschienenes Album „Auf dem Weg“ wurde in der Rubrik „Liedermacher“ für den Preis der Deutschen Schallplattenkritik nominiert.
Die Stadt Blomberg verlieh Volkwin Müller gemeinsam mit Andrea Plat (verantwortlich für die Kulturarbeit der Stadt Blomberg) im Jahre 2020 den Heimatpreis der Stadt für deren Beitrag zum Erhalt besonderer künstlerischer örtlicher Projekte.
2024 veröffentlicht er sein Livealbum „Live im Kulturhaus“, welches er gemeinsam mit dem Hamburger Gitarristen Uli Kringler auf dem Blomberger Songfestival eingespielt hat. Der auf der Live-CD enthaltene Song „I´m on fire“ stammt von Bruce Springsteen. Das Album erscheint im April 2024 auf der Longlist 2/2024 des Vereins "Preis der deutschen Schallplattenkritik" und wurde in der Rubrik Liedermacher von der Jury für den Preis der deutschen Schallplattenkritik nominiert.

## Diskografie (Auswahl)
- Volkwin Müller & Uli Kringler – Live im Kulturhaus, 2024 Fuego/Volkwino Music/Timezone Records,
- Volkwin Müller – Auf-dem-Weg, 2020 Fuego/Volkwino Music/Timezone Records,
- Volkwin – Mit anderen Augen, 2016 Fuego/Volkwino Music, Front cover Klaus Voormann, Julian Dawson spielt Mundharmonika bei dem Song Irgendwas ist hier geschehen
- Volkwin Müller – Die frühen Jahre, 2015 Fuego/Volkwino Music
- Volkwin Müller & Friends – Strawberry Songs, 2012 Volkwino Music, Front cover von Klaus Voormann, Purple Schulz singt das Lied In my life
- Volkwin Müller & Verstärkung – Ich gebe Dir den Tipp; Maxi-CD, 2010 Volkwino Music
- Volkwin & Co – Live; Doppel-CD. Eine CD mit akustischen Cover-Versionen, unter anderem Water of Love von Dire Straits. Eine CD mit eigenen Liedern, 2009 Vielmehr Musikverlag[7]
- Volkwin & Co – Signale; Acoustic-Pop, deutsche Texte, 2005 Vielmehr Musikverlag
- Galileo – Hast Du Worte; Pop, deutsche Texte, 1995 Blue Triangle Records
- Magic Garden – Another Way; Jazz-Pop, englische Texte, 1992 Blue Triangle Records

## Belege
1. ↑  Vgl. Bill Barol, Myths Keep Us Strangers. Springsteen on love, fear and rock and roll, in: Newsweek, 2. November 1987, Seiten 51–53
2. ↑  Vgl. Oliver Schlüter, Metamorphose: Manager wird Musiker, in: Lippische Landeszeitung, Nr. 186, Lippisches Kulturjournal, 13. August 1997, Seite 8
3. ↑  Siehe Lippische Landeszeitung vom 22. Juni 2011: Blomberger spielen im französischen Lieusaint, https://www.lz.de/home/nachrichten_aus_lippe/blomberg/blomberg/4691692_Blomberger_spielen_im_franzoesischen_Lieusaint.html
4. ↑  Siehe Lena Haling: Lennon-Abend im Eichsfeld. In: Thüringer Allgemeine Zeitung vom 14. November 2016, Volltext
5. ↑   Siehe Lippische Landeszeitung vom 9. November 2010: Julian Dawson singt in Blomberg - Hauptact beim vierten Songfestival, https://www.lz.de/kultur/kultur_in_lippe/3952924_Julian_Dawson_singt_in_Blomberg.html
6. ↑  Vgl. Jörg Rissiek, Zwei Schwalenberger bei Lech Walesa, in: Pro Kanal Nr. 6, 2006, S. 4–6, — (Memento des Originals vom 24. Januar 2016 im Internet Archive)  Info: Der Archivlink wurde automatisch eingesetzt und noch nicht geprüft. Bitte prüfe Original- und Archivlink gemäß Anleitung und entferne dann diesen Hinweis.
7. ↑  Rezension im Musiker Magazin, Ausgabe 4/2009, S. 60, http://www.musiker-online.de/fileadmin/Redakteure/AllgBilder/Magazin/Magazin0409/MM0409_Rezensionen.pdf

| Personendaten    | Personendaten                    |
| ---------------- | -------------------------------- |
| NAME             | Müller, Volkwin                  |
| KURZBESCHREIBUNG | deutscher Rock/Folk-Liedermacher |
| GEBURTSDATUM     | 27. November 1965                |
| GEBURTSORT       | Detmold                          |